# 插翅难飞 (1997年电影)
是一部1997年的美國災難犯罪驚悚電影，由羅勃·巴特勒執導，主演是雷·李歐塔和蘿倫·荷莉。由美高梅發行公司負責发行。

## 演員
- 雷·李歐塔 飾 Ryan Weaver
- 蘿倫·荷莉 飾 Teri Halloran
- 凱薩琳·希克絲（英语：Catherine Hicks） 飾 Maggie
- 埃克托爾·埃利松多 飾 Lt. Aldo Hines
- 瑞雪·蒂寇汀（英语：Rachel Ticotin） 飾 Rachel Taper
- 布蘭頓·葛利森 飾 Stubbs
- 本·克羅斯 飾 Captain Samuel Bowen
- 傑佛瑞·狄蒙（英语：Jeffrey DeMunn） 飾 Brooks